# 183P/Korlević-Jurić
183P/Korlević-Jurić – kometa krótkookresowa, należąca do rodziny Jowisza.

## Odkrycie
Kometa została odkryta 18 lutego 1999 roku przez Korado Korlevicia i Mario Juricia w Obserwatorium Višnjan (Observatorij Višnjan, Chorwacja). W nazwie znajdują się nazwiska odkrywców.

## Orbita komety i właściwości fizyczne
Orbita komety 183P/Korlević-Jurić ma kształt elipsy o mimośrodzie 0,14. Jej peryhelium znajduje się w odległości 3,89 j.a., aphelium zaś 5,13 j.a. od Słońca. Jej okres obiegu wokół Słońca wynosi 9,58 lat, nachylenie do ekliptyki to wartość 18,73˚.
Jądro tej komety ma rozmiary maks. kilka km.